# Evangelische Kirche Nentershausen

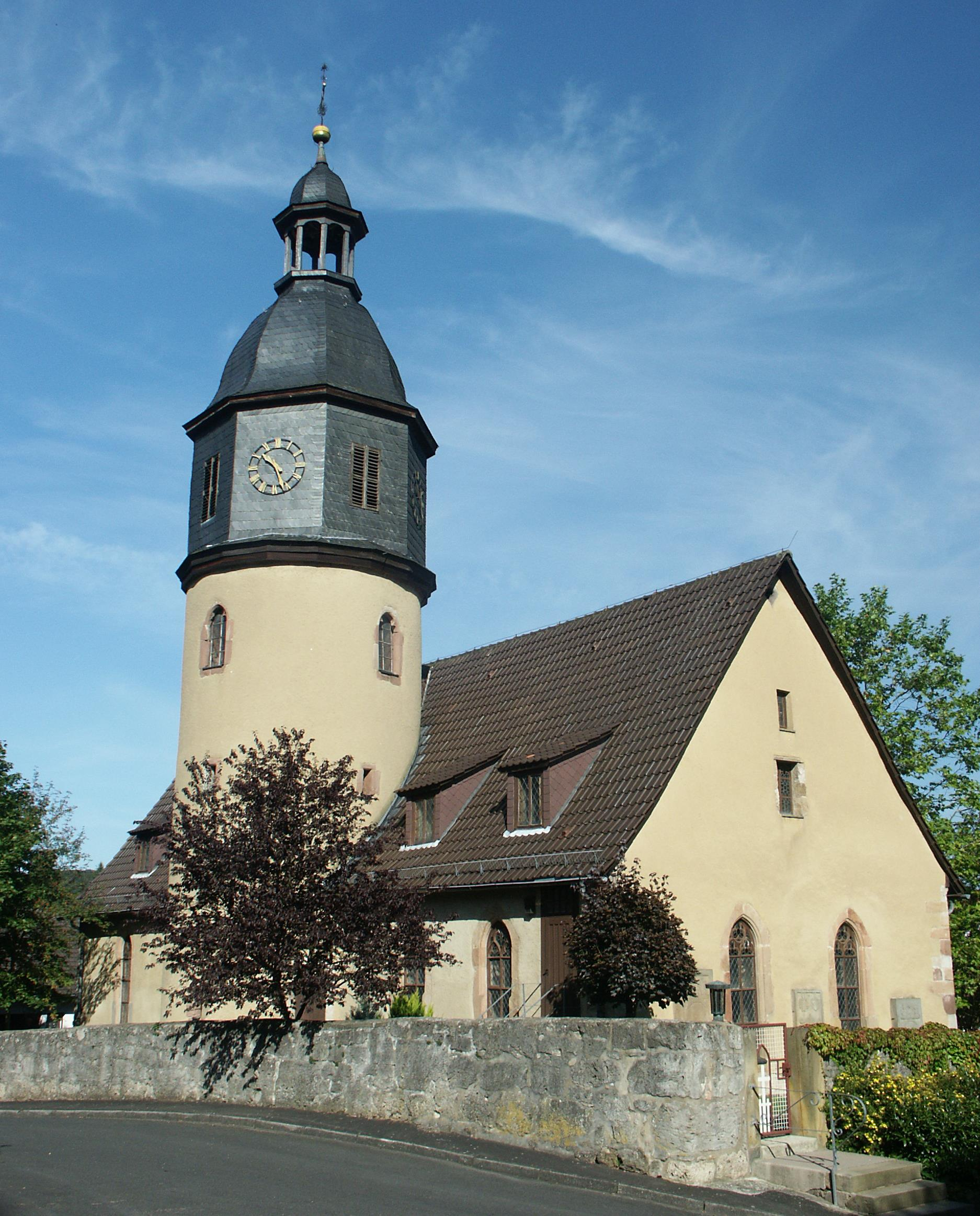
Evangelische Kirche Nentershausen

Die evangelische Kirche ist ein ortsbildprägendes Kirchengebäude in Nentershausen im Landkreis Hersfeld-Rotenburg (Hessen). Die Gemeinde gehört zum Kirchenkreis Hersfeld-Rotenburg im Sprengel Hanau-Hersfeld der Evangelischen Kirche von Kurhessen-Waldeck. Die Kirche gehört zu einer Serie von etwa 20 barocken Landkirchen, die nach dem Vorbild der Schlosskapelle in Schmalkalden und der Residenzkirche in Marksuhl errichtet wurden. Den Kirchen ist gemeinsam, dass anstelle von Stein und Stuck, Holz aus regionaler Herkunft fand und das Holzwerk ausgemalt wurde und eine Holztonnendecke den Raum überspannt. Die Kirche gilt als eine der bedeutenden Bauten protestantischer Kirchenbaukunst im niederhessischen Gebiet.

## Geschichte und Architektur
In vorreformatorischer Zeit war die Kirche den Heiligen Georg, Theobald und Maria geweiht. Vermutlich existierte für jeden dieser Heiligen ein eigener Altar. Die Kirche führte im Mittelalter auch den Namen St. Theobald-Kirche. Um 1500 war die Kirche ein religiöser Anziehungspunkt. Heinrich von Baumbach, der damalige Patronatsherr, hatte von Rom eine Genehmigung zu einem Ablass bekommen, der jedem Besucher 100 Tage Ablaß von Sündenstrafen versprochen werden können, wenn er an bestimmten Tagen von einer Vesper bis zur anderen verharre. Von dem Gewinn aus dem Ablasshandel wurden wertvolle Geräte für die Liturgie und Bilder für die Kirche gekauft. Nach der Einführung der Reformation in Hessen, im Jahr 1526, wurde auch Nentershausen evangelisch. Landgraf Moritz ließ zwischen 1605 und 1606 aus allen Kirchen im calvinistischen Niederhessen Bildnisse, Kruzifixe, Taufbecken und anderes entfernen und zerstören.
Das Mauerwerk des Außenbaus ist gotisch gehalten und wird durch Spitzbogenfenster gegliedert. Der Innenraum besitzt eine barocke Ausstattung. Ein herausragendes Merkmal ist der Turm, der sich wie ein Riegel in die Südwand schiebt und das höher gelegene Ostschiff vom Westschiff trennt. Der Turm wurde über einem runden Grundriss hochgezogen und mit einer runden Laterne bekrönt. An der Turmwand ist über der Kanzel eine Inschrift befestigt Im Jahr Christi 1696 ist dieses Gotteshaus mit einem Deckengewölbe erhöht und schließlich im Jahr Christi 1706 mit Farben und Gemälden ausgeschmückt worden.
Ein Vorgängergebäude wurde 1349 als Taufkapelle errichtet, es war kleiner als das heutige Gebäude; Teile davon sind in der Nord- und Westwand erhalten. Der rechteckige, gestreckte Bau wurde 1613 gebaut, sein Innenraum wurde von 1696 bis 1698 grundlegend umgestaltet. Nach Erkenntnissen aus Grabungen im Jahr 1978, stand der runde, Wehrturm des 15. Jahrhunderts, ursprünglich neben der Vorgängerkirche; er wurde über älteren Grabstätten errichtet. Die Kirche und der Turm sind im Rahmen späterer baulicher Veränderungen zusammengewachsen. Die Tonnendecke in Form eines Korbbogens wird nicht von Pfeilern gestützt, sie liegt auf den Außenmauern auf. Diese Decke wurde 1706 von Simon Steffen, nach seiner Vorstellung, wie ein Himmel ausgemalt. Da Gott unter der Beachtung des Bildverbotes nicht dargestellt werden darf, wird er sinnbildlich als Gott-Schöpfer, Gott-Sohn und Gott-Heiliger-Geist dargestellt. Das Bild an der Ostseite zeigt Berge, Wolken und Meer, darüber ist Jahwe in hebräischer Schrift zu lesen. Das mittlere Deckengemälde zeigt, wie Abraham seinen Sohn opfern will. Ein Engel kommt zu ihm herab und setzt dem ein Ende. Das Auge Gottes ist in einem kleinen Feld daneben dargestellt. Das Bild über dem westlichen Schiff zeigt, wie Johannes das himmlische Jerusalem von einem Engel gezeigt bekommt. Ringsherum blasen Engel auf Fanfaren. Der separate Aufgang zum Adelsstand wurde 1929 abgebrochen, im selben Jahr wurde die Bemalung des Innenraumes von einem Kirchenmaler Kienzle renoviert und 1979 durch den Restaurator Norbert Fischer, ohne wesentliche Retuschierungen, umfassend restauriert. Das alte Gestühl wurde 1929 entfernt und durch neues ersetzt. Bei der Renovierung in den Jahren 1978 bis 1979 wurden wieder neue Bänke aufgestellt; in dieser Zeit wurde das Kirchenschiff an der Westseite um eine Stufe angehoben und in den Turm eine Tür eingebrochen. Der untere Teil des Turmes wird seitdem als Sakristei genutzt. Im Altarraum wurde der Altar nach Westen versetzt und der Raum dahinter mit neuer Bestuhlung ausgestattet.

## Emporen
1696 wurde eine umlaufende Empore eingebaut und am Ostgiebel wurde eine einzelne Empore errichtet. Die Brüstungen wurden 1706 von Johann Fabarius mit 26 Schriftmedaillons bemalt, die jeweils rechts und links mit einem Bildmedaillon erklärt werden. Unter jedem Bild steht in Knittelversform eine Lebensweisheit zur Verdeutlichung.

## Ausstattung
- Die Altarplatte gehörte ursprünglich zu einem gotischen Wandaltar aus vorreformatorischer Zeit; es sind noch zwei Weihekreuze sichtbar. Im eingehauenen Sepulcrum wurden in katholischer Zeit Reliquien aufbewahrt. Die Reliquienschale nimmt seit 1979 das Taufbecken auf. Seit der Renovierung in den Jahren 1978 und 1979 ruht die Altarplatte auf vier Sandsteinfüßen, der Altar wurde näher an die Besucherbänke gerückt.
- Der Kruzifixus blieb als einziges Stück der Ausstattung, nach der Bilderzerstörung im Januar 1606, fast unversehrt erhalten. Der Kruzifixus wurde um 1470 aus Lindenholz geschnitzt und stand von 1606 bis 1870 im Turm. Er wurde 1979 von Norbert Fischer restauriert; dabei wurden die alten Übermalungen entfernt und die ursprüngliche Fassung wurde wiederhergestellt.
- Die Kanzel wurde um 1697 gebaut und an abgeflachten Wand des Turmes aufgestellt. Sie wird von einer runden Säule getragen, die mit Trauben und Weinlaub bemalt ist. In sechs Feldern der Brüstung sind in goldener Schrift Verse aus der Bibel geschrieben.[7]
- Der barocke Orgelprospekt ist wohl in der Zeit zwischen 1680 und 1690 entstanden. Er ist eine Arbeit von Jost Friedrich Schäffer. Auf den zinnfarbenen Prospektpfeifen, die heute nicht mehr funktionieren, sind maskenförmige Gesichter in goldener Farbe gemalt; die Luftschlitze bilden die Münder. Rechts und links des Prospektes sind große, auffällige Ornamente angebracht. Ein Teilneubau und Rekonstruktion erfolgte 1989 durch Dieter Noeske.
- Bis 1805 wurden im östlichen Teil der Kirche die Mitglieder der ehemaligen Patronatsfamilie von Baumbach bestattet. Die drei ältesten der erhaltenen Grabplatten werden in der Nordwand, im sogenannten Baumbachschen Stand gezeigt. Westlich und östlich davon sind zwei weitere Grabplatten der Familie angebracht, die übrigen Platten wurden im Rahmen der Renovierung von 1929 an die Außenmauern der Kirche gestellt.[7]
- Die große Glocke wurde 1498 gegossen, sie ist dem Hl. Theobald geweiht. Sie trägt eine Inschrift Heinricus heis ich / in Sanct Theobaldus er lut ich / Stefan Hofmann gos mich Die Glocke war eine Stiftung des Heinrich von Baumbach.
- Eine  Pietà wurde um 1515 geschnitzt, sie wird zurzeit im Universitätsmuseum in Marburg ausgestellt.[8]